# Ratpenat de ferradura de Hildebrandt
El ratpenat de ferradura de Hildebrandt (Rhinolophus hildebrandti) és una espècie de ratpenat de la família dels rinolòfids. Viu a Botswana, Burundi, República Democràtica del Congo, Etiòpia, Kenya, Malawi, Moçambic, Ruanda, Somàlia, Sud-àfrica, el Sudan, Tanzània, Uganda, Zàmbia i Zimbàbue. El seu hàbitat natural són les coves, tant a la sabana seca com la humida. No hi ha cap amenaça significativa per a la supervivència d'aquesta espècie.